# Список обозначений советской и российской бронетехники на стадии проектирования
На стадии проектирования образцы бронетехники с 1952 года, как правило, носили обозначение «Объект» (или «Изделие») с соответствующим числовым индексом. В случае успешного прохождения испытаний и приёма образца на вооружение они получали войсковое обозначение. Естественно, многие модели так и остались на уровне опытных образцов или даже только в чертежах.

## Диапазоны номеров
Индексы присваивались не в хронологическом порядке. Более того, в 1959 году всем КБ, занимающимся разработкой БТВТ, были официально выделены специальные диапазоны номеров:
- 1—99[3] — Горьковский автомобильный завод (ГАЗ), ныне Нижний Новгород
- 100—199[4] — Уральский вагоностроительный завод (Уралвагонзавод, завод № 183), Нижний Тагил
- 200—299 — диапазон для танков Ленинградского Кировского завода (ЛКЗ), ныне Санкт-Петербург
- 300—349[4] — Уральский завод транспортного машиностроения (Уралтрансмаш), ныне Екатеринбург
- 350—399[5] — Минский тракторный завод, Минск
- 400—499 — Харьковский завод транспортного машиностроения (ХЗТМ) им. В. А. Малышева (после войны — завод № 75), Харьков
- 501—549[5] — Рубцовский машиностроительный завод, Рубцовск
- 550—599 — Мытищинский машиностроительный завод (ММЗ), Мытищи
- 500, 600—649 — Омский завод транспортного машиностроения (завод № 174), Омск
- 650—699 — Курганский машиностроительный завод (КМЗ), Курган
- 700—799 — Челябинский Кировский (тракторный) завод (ЧКЗ, ЧТЗ), Челябинск
- 800—849 — диапазон ЛКЗ для машин ракетных комплексов
- 850—899[3] — Московский автомобильный завод (ЗИС, ЗИЛ), Москва
- 900—999 — Сталинградский (Волгоградский) тракторный завод (СТЗ, ВгТЗ), ныне Волгоград
- 1000—1050 — Кутаисский автомобильный завод, Кутаиси